# De tovenaar van Linn
De tovenaar van Linn (Engels: The Wizard of Linn) is een sciencefictionroman uit 1962 van de Canadese schrijver A.E. van Vogt en werd oorspronkelijk als serie gepubliceerd in het SF-magazine Analog Science Fiction and Fact van april tot juni 1950. Dit boek is het vervolg op "Het rijk van het atoom".

## Verhaal
De geniale mutant Clane Linn heeft de horde barbaren van Czinczar verslagen en verwerpt Czinczar’s aansporing om zich het rijk toe te eigenen. Hij realiseert zich de grote technologische achterstand van de mensheid en bedenkt een plan om via een interstellaire expeditie op zoek naar technologische restauratie. Hij hoopt daarmee de mensheid te redden.